# Pirmin Strecker
Pirmin Strecker (* 17. Juni 2002 in Freiburg im Breisgau) ist ein deutscher Sportler, der in sportlichen Wettkämpfen sehbehinderten Sportlern als Begleiter zur Seite steht.

## Werdegang
Pirmin Strecker widmete sich von Jugend an als Mitglied des Sportclubs SV Kirchzarten dem Skisport, hauptsächlich in den Disziplinen Ski-Langlauf und Biathlon. Da in seinem Sportverein viele sehbehinderte und blinde Sportler Mitglied waren, spezialisierte er sich auf deren Begleitung bei der Ausübung von deren sportlichen Aktivitäten. So wurde er Guide der besonders talentierten Leonie Walter. Beider Leistungen waren so überragend, dass beide schon bald in die deutsche Paralympische Nationalmannschaft berufen wurden.
Im Mai 2023 wurde bekannt, dass Pirmin Strecker künftig als Begleitläufer von  Johanna Recktenwald an den Start gehen wird.

## Sportliche Erfolge
Leonie Walter und er wurden bei den Paralympischen Winterspielen 2022 in Peking im Biathlon über 10 km Olympiasieger und gewannen so jeweils eine Goldmedaille. Außerdem wurden sie, ebenfalls im Biathlon, dreimal Dritte, und zwar über  6, 12 und 15 km und erkämpften sich so drei Bronzemedaillen. Für diesen Erfolg erhielten beide vom Bundespräsidenten Frank-Walter Steinmeier am 20. Mai 2022 das Silberne Lorbeerblatt.
Auch bei den Weltmeisterschaften im Nordischen Skisport 2023 waren beide dabei und auch erfolgreich. Im Biathlon über 7,5 km wurden sie Erste, im Langlauf über 10 und 15 km jeweils Zweite. Außerdem erreichten sie bei diesen Weltmeisterschaften noch zwei Bronzemedaillen: im Langlauf über 12,5 km und in der Mixed Staffel.
Vom 6. bis 10. März 2024 fand in Prince George (Kanada) die Para-Biathlon-Weltmeisterschaft 2024 statt. Johanna Recktenwald und Pirmin Strecker gewannen zwei Bronzemedaillen im Sprint und im Verfolgungsrennen.